# 瓦氏絲隆頭魚
瓦氏絲隆頭魚（學名：Cirrhilabrus walindi），又稱瓦氏絲鰭鸚鯛，為輻鰭魚綱鱸形目隆頭魚亞目隆頭魚科的其中一種，分布於巴布亞紐幾內亞及所羅門群島海域，棲息深度20-65公尺，體長可達7公分，棲息在礁石區海域，生活習性不明，可做為觀賞魚。

## 擴展閱讀
維基物種上的相關：瓦氏絲隆頭魚